# Tylototriton verrucosus
Tylototriton verrucosus е вид земноводно от семейство Саламандрови (Salamandridae).

## Разпространение
Видът е разпространен в Индийския субконтинент и Югоизточна Азия.